# Marine Mammals Protection Act 1978
Der Marine Mammals Protection Act 1978 ist ein Gesetz in Neuseeland, das den Schutz der Meeressäugetiere im Hoheitsgebiet des Landes regelt.

## Zuständigkeit
Mit der Umsetzung des Gesetzes wurde das Department of Conservation beauftragt. Das Department kann unter anderem Schutzgebiete für die Meeressäugetiere ausweisen, den Fischfang der Fischerei zum Schutz der Tiere regeln und Wal- und Delfin-Beobachtungen (Whale Watching) regulieren. Neuseeland war 1946 Gründungsmitglied der International Whaling Commission (IWC) und setzt sich seitdem ohne Ausnahme für den Schutz der Meeressäugetiere auch international ein.
Stand Juli 2018 verfügt Neuseeland über sechs Marine Mammal Sanctuaries, von denen fünf dem Schutz der Hector-Delfine gelten und eins für die Neuseeländischen Seelöwen und Südkaper ausgewiesen ist.